# صوم شهر رمضان

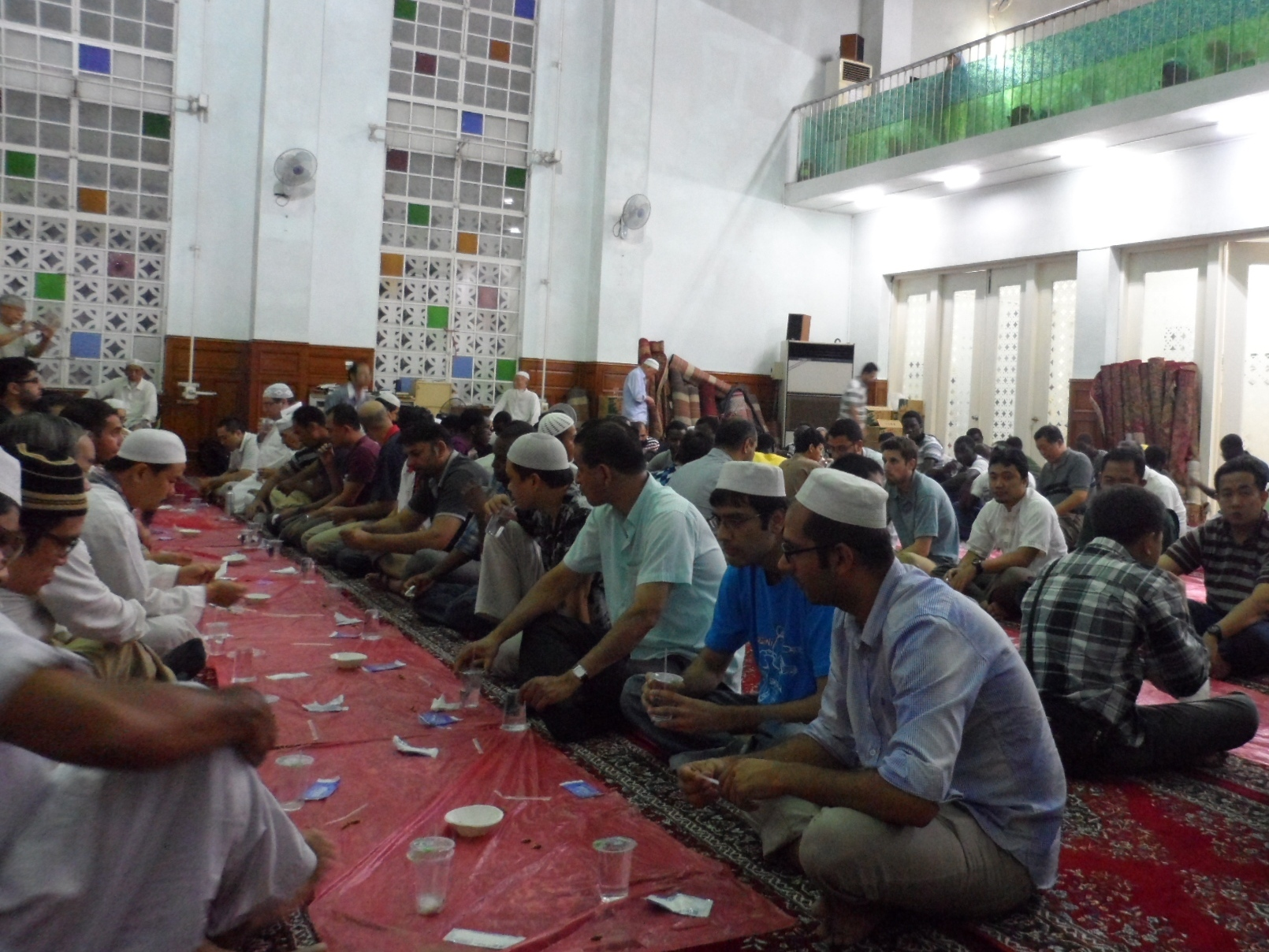
مسلمين يتناولون وجبة الإفطار بعد صيامهم في مسجد تايبيه الكبير، منطقة داآن، تايبيه، تايوان.

صوم شهر رمضان من كل عام هو الصوم المفروض على المسلمين، بالإجماع. ويكون بالإمساك والامتناع عن المفطرات من طلوع الفجر حتى غروب الشمس، وهو أحد أركان الإسلام الخمسة، وهو من أحب الأعمال إلى الله- جل وعلا في علاه -؛ نسبةً إلى الحديث القدسي : «وما تقرب إلي عبدي بشيء أحب إلي مما فرضت عليه»، حيث أن أداء الفرائض أحب الأعمال إلى الله عز وجل . وفرض في السنة الثانية من الهجرة النبوية، قال البهوتي: «فرض في السنة الثانية من الهجرة، إجماعا، فصام النبي ﷺ: تسع رمضانات إجماعا». والأصل في وجوب صومه: ﴿يَا أَيُّهَا الَّذِينَ ءآمَنُوا كُتِبَ عَلَيْكُمُ الصِّيَامُ..﴾ الآية ثم تعين صوم شهر رمضان بآية: ﴿فَمَن شَهِدَ مِنكُمُ الشَّهْرَ فَلْيَصُمْهُ﴾ وحديث: «بني الإسلام على خمس». وذكر منها: «صوم رمضان». ويجب صوم شهر رمضان إما برؤية الهلال، أو باستكمال شهر شعبان ثلاثين يوما عند تعذر رؤية هلال رمضان. ويجب على كل مسلم، مكلف بالغ عاقل، مطيق للصوم، صحيح، مقيم، غير معذور. ولا يصح إلا من مسلم، كما يشترط لصحته شروط منها: نقاء المرأة من الحيض والنفاس. ويختص صوم رمضان بخصوصية فضيلة الوقت من طلوع الفجر الثاني، إلى غروب الشمس. وصوم رمضان يكفر الذنوب لمن صامه إيمانا واحتسابا.
وكان فرض الصيام أول ما فرض على المسلمين،: ﴿يَا أَيُّهَ الَّذِينَ ءآمَنُوا كُتِبَ عَلَيْكُمُ الصِّيَامُ﴾ وكان في ابتداء فرضه: مقدرا في أيام معدودات، هي: «شهر رمضان»، ثم بين الله ذلك بقوله تعالى: ﴿فَمَن شَهِدَ مِنكُمُ الشَّهْرَ فَلْيَصُمْهُ﴾. وقوله تعالى: ﴿كُتِبَ عَلَيْكُمُ الصِّيَامُ﴾ دل على الفرضية، بلفظ: ﴿كُتِبَ﴾ بمعنى: فرض الله عليكم الصيام، وخطاب التكليف للمكلفين الذين آمنوا أي: صدقوا بالله ورسوله وأقروا. وقول الله تعالى: ﴿كَمَا كُتِبَ عَلَى الَّذِينَ مِن قَبْلِكُمْ﴾ بمعنى: الإخبار أن الصوم كان مفروضا في الشرائع السابقة.
وقد كان المسلمون قبل فرض صوم رمضان: يصومون يوم عاشوراء، وفي الحديث: «عن عائشة رضي الله عنها قالت: كانت قريش تصوم عاشوراء في الجاهلية، وكان رسول الله ﷺ يصومه، فلما هاجر إلى المدينة صامه وأمر بصيامه فلما فرض شهر رمضان قال: "من شاء صامه ومن شاء تركه"».

## شهر رمضان
شهر رمضان هو الشهر التاسع من أشهر السنة القمرية، وسمي الشهر شهرا لشهرته، وأما رمضان فقد قال مجاهد: هو اسم من أسماء الله تعالى يقال شهر رمضان كما يقال شهر الله، والصحيح أنه اسم للشهر، سمي به من الرمضاء، وهي الحجارة المحماة، وهم كانوا يصومونه في الحر الشديد، فكانت ترمض فيه الحجارة في الحرارة، ويسبقه شهر شعبان، ويعقبه شهر شوال، وأيام شهر رمضان من كل عام هي الفترة الزمنية للصوم المفروض على المسلمين، وقد ذكر في القرآن: ﴿شَهْرُ رَمَضَانَ﴾ ويسمى كذلك عند المسلمين، ويقال عند إضافة الصوم إليه: «صوم شهر رمضان»، ووقع الخلاف في تسميته رمضان من غير إضافة كلمة: «شهر»، في هذه المسألة ثلاثة مذاهب، ذكرها النووي وغيره الأول: قول أصحاب مالك: لا يقال رمضان على انفراده بحال، وإنما يقال: «شهر رمضان»، وقالوا: إن رمضان اسم من أسماء الله تعالى فلا يطلق على غيره إلا بقيد. الثاني: قول ابن الباقلاني وأكثر الشافعية: إن كان هناك قرينة تصرفه إلى الشهر؛ فلا كراهة وإلا فيكره قالوا: فيقال: صمنا رمضان قمنا رمضان ونحو ذلك، ولا كراهة في هذا، وإنما يكره أن يقال: جاء رمضان ودخل رمضان وحضر رمضان وأحب رمضان ونحو ذلك. الثالث: مذهب البخاري والمحققين: أنه لا كراهة في إطلاق رمضان بقرينة وبغير قرينة، وصوبه النووي في شرح صحيح مسلم، وقال: «والمذهبان الأولان فاسدان؛ لأن الكراهة إنما تثبت بنهي الشرع ولم يثبت فيه نهي؛ وقولهم: إنه اسم من أسماء الله تعالى ليس بصحيح؛ ولم يصح فيه شيء؛ وإن كان قد جاء فيه أثر ضعيف وأسماء الله تعالى توقيفية لا تطلق إلا بدليل صحيح ولو ثبت أنه اسم لم يلزم منه كراهة».
قال النووي: «قوله صلى الله عليه وسلم: «إذا جاء رمضان فتحت أبواب الجنة وغلقت أبواب النار وصفدت الشياطين»، وفي الرواية الأخرى: «إذا كان رمضان فتحت أبواب الرحمة وغلقت أبواب جهنم وسلسلت الشياطين»، وفي رواية: «إذ دخل رمضان» فيه دليل للمذهب الصحيح المختار الذي ذهب إليه البخاري والمحققون أنه يجوز أن يقال: «رمضان» من غير ذكر الشهر بلا كراهة.

## مشروعية صوم شهر رمضان
صوم شهر رمضان هو الصوم المفروض على المسلمين، وكان فرض الصوم في السنة الثانية للهجرة، ونزلت فيه ءايات من القرآن الكريم، دلت على فرضيته على المسلمين، وأنه كان مفروضا على من كان قبلهم في الشرائع السابقة، وشرعت أحكامه ومواقيته، في آيات الصيام، وبينت تفاصيل أحكامه ومواقيتة، بالأحاديث النبوية؛ لأن الحديث النبوي مفسر للقرآن، وشارح له: ﴿وأنزلنا إليك الذكر لتبين للناس﴾، وآية: ﴿فَلَا وَرَبِّكَ لَا يُؤْمِنُونَ حَتَّى يُحَكِّمُوكَ فِيمَا شَجَرَ بَيْنَهُمْ ثُمَّ لَا يَجِدُوا فِي أَنْفُسِهِمْ حَرَجًا مِمَّا قَضَيْتَ وَيُسَلِّمُوا تَسْلِيمًا ۝٦٥﴾ [النساء:65]، وفي الحديث: «ألا إني أوتيت الكتاب ومثله معه». والأصل في مشروعية الصيام قبل الإجماع: أدلة من الكتاب والسنة، فمن القرآن: ﴿يَا أَيُّهَا الَّذِينَ ءآمَنُوا كُتِبَ عَلَيْكُمُ الصِّيَامُ كَمَا كُتِبَ عَلَى الَّذِينَ مِن قَبْلِكُمْ لَعَلَّكُمْ تَتَّقُونَ﴾. وهو دليل فرض الصيام على المسلمين، ثم تعين الصوم المفروض بالآية: ﴿شَهْرُ رَمَضَانَ الَّذِي أُنزِلَ فِيهِ الْقُرْآنُ هُدًى لِّلنَّاسِ وَبَيِّنَاتٍ مِّنَ الْهُدَىٰ وَالْفُرْقَانِ ۚ فَمَن شَهِدَ مِنكُمُ الشَّهْرَ فَلْيَصُمْهُ.. الآية﴾، إلى آية: ﴿وَلَعَلَّكُمْ تَشْكُرُونَ﴾. ومعنى الآية: يا أيها الذين آمنوا بالله ورسوله وصدقوا بهما وأقرُّوا، ﴿كُتِبَ عَلَيْكُمُ الصِّيَامُ﴾ أي: فُرض عليكم الصيام، ﴿كَمَا كُتِبَ عَلَى الَّذِينَ مِن قَبْلِكُمْ﴾، أي: كما فُرض على الذين من قبلكم، من الأمم السابقة، فهو من الشرائع القديمة، وكان فرضه على الأنبياء وأممهم، 
قال أبو جعفر: «وأولى هذه الأقوال بالصواب قول من قال: معنى الآية: يا أيها الذين آمنوا فُرض عليكم الصيام كما فرض على الذين من قبلكم من أهل الكتاب، ﴿أَيَّامًا مَّعْدُودَاتٍ﴾، وهي شهر رمضان كله؛ لأن مَن بعدَ إبراهيم ﷺ كان مأمورًا باتباع إبراهيم، وذلك أن الله جل ثناؤه كان جَعله للناس إمامًا، وقد أخبرنا الله عز وجل أن دينه كان الحنيفيةَ المسلمةَ، فأمر نبينا ﷺ بمثل الذي أمر به مَنْ قبله من الأنبياء، وأما التشبيه، فإنما وقع على الوقت، وذلك أن مَنْ كان قبلنا إنما كان فرِض عليهم شهر رمضان، مثل الذي فُرض علينا سواء».

## الأصل في مشروعية صوم رمضان

### فرض صوم شهر رمضان
أدلة فرض صوم شهر رمضان من القرآن آية: ﴿شَهْرُ رَمَضَانَ الَّذِي أُنزِلَ فِيهِ الْقُرْآنُ هُدًى لِّلنَّاسِ وَبَيِّنَاتٍ مِّنَ الْهُدَىٰ وَالْفُرْقَانِ ۚ فَمَن شَهِدَ مِنكُمُ الشَّهْرَ فَلْيَصُمْهُ.. الآية﴾، إلى الآية: ﴿وَلَعَلَّكُمْ تَشْكُرُونَ﴾. وفي هذه الآية الأمر الصريح بوجوب صوم شهر رمضان على المسلمين المكلفين.
وأما أدلة فرض صوم رمضان من السنة النبوية ما ثبت في الصحيحين: «عن ابن عمر رضي الله عنهما أن رسول الله ﷺ قال: «بني الإسلام على خمس: شهادة أن لا إله إلا الله وأن محمدا رَسُول الله، وإقام الصلاة، وإيتاء الزكاة، وحج البيت، وصوم رمضان»، متفق عليه».
وللبخاري بلفظ: «بني الإسلام على خمس شهادة أن لا إله إلا الله وأن محمدا رسول الله وإقام الصلاة وإيتاء الزكاة والحج وصوم رمضان».
ولمسلم بلفظ: «بني الإسلام على خمسة على أن يوحد الله وإقام الصلاة وإيتاء الزكاة وصيام رمضان والحج، فقال رجل الحج وصيام رمضان قال لا صيام رمضان والحج هكذا سمعته من رسول الله ﷺ». وفي رواية لمسلم بلفظ: «بني الإسلام على خمس على أن يعبد الله ويكفر بما دونه وإقام الصلاة وإيتاء الزكاة وحج البيت وصوم رمضان».
ولمسلم: «بني الإسلام على خمس شهادة أن لا إله إلا الله وأن محمدا عبده ورسوله وإقام الصلاة وإيتاء الزكاة وحج البيت وصوم رمضان».
ولمسلم بلفظ: إني سمعت رسول الله ﷺ يقول: «إن الإسلام بني على خمس شهادة أن لا إله إلا الله وإقام الصلاة وإيتاء الزكاة وصيام رمضان وحج البيت»
وفي هذا الحديث دليل صريح على فرض صوم شهر رمضان بلفظ: «وصوم رمضان» الذي هو أهم أنواع الصيام في الإسلام، وهو أحد أركان الإسلام الخمسة، ويدل أيضا على هذا حديث: «عن طلحة بن عبيد الله أن أعرابيا جاء إلى رسول الله ﷺ -ثائر الرأس- فقال يا رسول الله! أخبرني ماذا فرض الله علي من الصلاة؟ فقال: «الصلوات الخمس إلا أن تطوع شيئا»، فقال: أخبرني ما فرض الله علي من الصيام؟ فقال: «شهر رمضان إلا أن تطوع شيئا»، فقال: أخبرني بما فرض الله علي من الزكاة؟ فقال: فأخبره رسول الله ﷺ شرائع الإسلام، قال: "والذي أكرمك لا أتطوع شيئا ولا أنقص مما فرض الله علي شيئا" فقال رسول الله ﷺ: «أفلح إن صدق» أو: «دخل الجنة إن صدق»». وهذا الحديث يدل بوضوح على قاعدة مهمة من قواعد الإسلام وهي تحديد الفرائض التي فرضها الله، وأن الصيام المفروض على المسلمين هو: صوم شهر رمضان، وما عداه من أنواع الصوم المشروع هو صوم تطوع دلت السنة النبوية على بيان أحكامه ومقاديره ومواقيته، ليكون صوم النفل تكميلا للفرض وجبرا لما قد يعرض له من خلل أو نقص في الأجر.

## فضل شهر رمضان
يختص شهر رمضان بكونه شهر الصوم عند المسلمين، ويختص بكونه أفضل أنواع الصوم، فيختص بكونه فرضا بمعنى: أن العبادة المفروضة أفضل من النفل، والتقرب إلى الله بما فرض أفضل رتبة من التقرب بالنوافل، كما يختص شهر رمضان بفضيلة نزول القرآن فيه، وبقيام لياله وغير ذلك، وشهر رمضان يقال له شهر الصبر، والصبر ثوابه الجنة، وصوم رمضان كفارة للذنوب وفي الحديث: «عن أبي هريرة رضى الله تعالى عنه عن النبي ﷺ قال: من قام ليلة القدر إيمانا واحتسابا غفر له ما تقدم من ذنبه ومن صام رمضان إيمانا واحتسابا غفر له ما تقدم من ذنبه». 
ومما يدل على فضل شهر رمضان أن الله قد اختصه بفرض صومه على المسلمين حيث ذكر بالقرآن: ﴿شَهْرُ رَمَضَانَ﴾ للتنبيه على فضيلته، كما أن الله اختصه بنزول القرآن فيه بحسب المعتقدات الإسلامبة: ﴿شَهْرُ رَمَضَانَ الَّذِي أُنزِلَ فِيهِ الْقُرْآنُ﴾ أي: نزل إلى السماء الدنيا، في شهر رمضان، وتحديدا في ليلة القدر منه، وهي التي سماها الله تعالى: ليلة مباركة، ثم نزل بعد ذلك في فترات نزول الوحي في ثلاث وعشرين سنة، خلال الأيام والشهور.
وروي عن مقسم عن ابن عباس: أنه سئل عن قوله عز وجل: ﴿شهر رمضان الذي أنزل فيه القرآن﴾ وبآية: ﴿إنا أنزلناه في ليلة القدر﴾  وفي آية: ﴿إنا أنزلناه في ليلة مباركة﴾، وقد نزل في سائر الشهور، وقال عز وجل: ﴿وقرآنا فرقناه﴾، فقال: «أنزل القرآن جملة واحدة من اللوح المحفوظ في ليلة القدر من شهر رمضان، إلى بيت العزة في السماء الدنيا، ثم نزل به جبريل عليه السلام على رسول الله صلى الله عليه وسلم نجوما في ثلاث وعشرين سنة فذلك بآية: ﴿فلا أقسم بمواقع النجوم﴾».
ومن خصائص التفضيل التي اختص بها شهر رمضان أن فيه ليلة هي خير من ألف شهر، وهي ليلة القدر التي كان فيها نزول القرآن جملة واحدة إلى السماء الدنيا ثم نزل بعدها في فترات نزول الوحي، وفي هذا اجتماع ثلاث خصال هي: فضيلة شهر رمضان، وفضيلة ليلة القدر، وفضيلة نزول القرآن في شهر رمضان في ليلة القدر منه، كما أنه يجتمع للصائم من هذه الثلاث الخصال ثلاثة أعمال يحصل منها على الفضيلة هي: فضيلة صوم شهر رمضان، وفضيلة قيام ليلة القدر، وفضيلة قراءة القرآن في شهر رمضان، ومن محاسن التعبير في هذه الآية أنه تعالى ذكره أشاد بفضيلة شهر رمضان وفضيلة ليلة القدر وفضيلة القرآن، والتنبيه على أهمية ذلك والرفع من شأنه يفهم منه أن يكون له مزيد اعتناء واهتمام بالعمل الذي يجتمع فيه شهر رمضان صوم نهاره، وقيام لياليه وتحري ليلة القدر، وقراءة القرآن فيه، وثبت في السنة الاهتمام بتلاوة القرآن ومدارسته في شهر رمضان، والقرآن كما وصف بآية: ﴿هُدًى لِّلنَّاسِ﴾: أي: هاديا من الضلال، وآية: ﴿وَبَيِّنَاتٍ مِّنَ الْهُدَىٰ وَالْفُرْقَانِ﴾ أي: دلالات واضحات من الحلال والحرام، والحدود والأحكام «والفرقان» أي الفارق بين الحق والباطل.
شهر رمضان موسم للطاعات، تتنزل فيه الرحمات، وتفتح أبواب الجنة وتغلق فيه أبواب النار وتصفد الشياطين، وفي الحديث: «عن أبي هريرة رضي الله عنه أن رسول الله صلى الله عليه وسلم قال إذا جاء رمضان فتحت أبواب الجنة وغلقت أبواب النار وصفدت الشياطين»، وفي الرواية الأخرى: «إذا كان رمضان فتحت أبواب الرحمة وغلقت أبواب جهنم وسلسلت الشياطين»، وفي رواية: «إذ دخل رمضان».
قال النووي: وأما قوله ﷺ: «فتحت أبواب الجنة وأغلقت أبواب النار وصفدت الشياطين» فقال القاضي عياض رحمه الله تعالى: يحتمل أنه على ظاهره وحقيقته، وأن تفتيح أبواب الجنة وتغليق أبواب جهنم وتصفيد الشياطين علامة لدخول الشهر، وتعظيم لحرمته، ويكون التصفيد ليمتنعوا من إيذاء المؤمنين والتهويش عليهم، قال: ويحتمل أن يكون المراد المجاز، ويكون إشارة إلى كثرة الثواب والعفو، وأن الشياطين يقل إغواؤهم وإيذاؤهم فيصيرون كالمصفدين، ويكون تصفيدهم عن أشياء دون أشياء، ولناس دون ناس، ويؤيد هذه الرواية الثانية: «فتحت أبواب الرحمة»، وجاء في حديث آخر: «صفدت مردة الشياطين» قال القاضي: ويحتمل أن يكون فتح أبواب الجنة عبارة عما يفتحه الله تعالى لعباده من الطاعات في هذا الشهر التي لا تقع في غيره عموما كالصيام والقيام وفعل الخيرات والانكفاف عن كثير من المخالفات، وهذه أسباب لدخول الجنة وأبواب لها، وكذلك تغليق أبواب النار وتصفيد الشياطين عبارة عما ينكفون عنه من المخالفات، ومعنى صفدت: غللت، والصفد بفتح الفاء «الغل» بضم الغين، وهو معنى سلسلت في الرواية الأخرى. هذا كلام القاضي، أو فيه أحرف بمعنى كلامه.

## فضل صوم رمضان
لصوم شهر رمضان فضائل كثيرة، ومن فضائل الصوم فيه اختصاصه بأداء فرضه، حيث أن التقرب إلى الله بالفرض من أعظم القربات، وصوم شهر رمضان كفارة للذنوب لمن صامه إيمانا بالله وتصديقا بثوابه وإخلاصا له فيه، وطلبا للمثوبة، فقد روى البخاري: «عن أبي هريرة رضي الله عنه قال: قال رسول الله ﷺ: «من صام رمضان إيمانا واحتسابا، غفر له ما تقدم من ذنبه»». وفي رواية: «من صام رمضان إيماناً واحتساباً غُفر له ما تقدم من ذنبه، ومن قام ليلة القدر إيماناً واحتساباً غُفر له ما تقدم من ذنبه» لأن الصوم إنما يكون بنية التقرب إلى الله، والنية شرط في وقوعه. ومن فضائل صوم شهر رمضان أن الله أعد للصائمين الثواب الجزيل، وتتنزل عليهم الرحمة فيه وتفتح أبواب الجنة، وفي الحديث: «عن أبي هريرة رضى الله تعالى عنه أن رسول الله ﷺ قال: إذا جاء رمضان فتحت أبواب الجنة». و«عن أبي هريرة رضى الله تعالى عنه يقول: قال رسول الله ﷺ: إذا دخل شهر رمضان فتحت أبواب السماء وغلقت أبواب جهنم وسلسلت الشياطين».  و«عن أبي هريرة قال: قال رسول الله ﷺ: أتاكم شهر رمضان، شهر مبارك فرض الله عليكم صيامه، تفتح فيه أبواب السماء وتغلق فيه أبواب الجحيم، وتغل فيه مردة الشياطين، لله فيه ليلة خير من ألف شهر من حرم خيرها فقد حرم».

## وقت صوم شهر رمضان
يتعلق صوم شهر رمضان بدخول الشهر القمري، وهو الشهر الشرعي، ودخول أي شهر من أشهر السنة القمرية: يستلزم انقضاء الشهر الذي قبله، ويمكن معرفة دخول الشهر برؤية الهلال في أول منزلة من منازل القمر، كما أن هناك علم الفلك، وحساب المواقيت الفلكية، لكن دخول الشهر وخروجه في الشرع الإسلامي لا يعتمد على علم الحساب الفلكي، حيث لم يطلب في نصوص الشرع الرجوع لذلك، بل باتباع ضوابط الشرع، إما برؤية الهلال، أو بإكمال عدة الشهر ثلاثين يوماً، عند عدم رؤية هلال الشهر؛ لأن الحسابات الفلكية، لا يعرفها إلا الخواص، ويدل على هذا حديث: «عن عبد الله بن عمر رضي الله عنهما، أن رسول الله ﷺ ذكر رمضان فقال: "لا تصوموا حتى تروا الهلال ولا تفطروا حتى تروه، فإن غم عليكم فاقدروا له"». وقوله: «لا تصوموا حتى تروا الهلال» يفيد النهي عن ابتداء صوم رمضان قبل رؤية الهلال، 
وجاء حديث ابن عمر من وجهين، أحدهما بلفظ: «فإن غم عليكم فاقدروا له»، والآخر بلفظ: «فأكملوا العدة ثلاثين»، وقصد بذلك بيان المراد من قوله: «فاقدروا له»، وفي صحيح مسلم: «عن نافع عن ابن عمر رضي الله عنهما عن النبي صلى الله عليه وسلم أنه ذكر رمضان فقال لا تصوموا حتى تروا الهلال ولا تفطروا حتى تروه فإن أغمي عليكم فاقدروا له». وفي رواية: «فاقدروا له ثلاثين» وفي رواية: «إذا رأيتم الهلال فصوموا، وإذا رأيتموه فأفطروا، فإن غم عليكم فاقدروا له»، وفي رواية «فإن غم عليكم فصوموا ثلاثين يوما»، وفي رواية: «فإن غمي عليكم فأكملوا العدد» وفي رواية: «فإن عمي عليكم الشهر فعدوا ثلاثين» وفي رواية: «فإن أغمي عليكم فعدوا ثلاثين». هذه الروايات كلها في صحيح مسلم، على هذا الترتيب، وفي رواية للبخاري: «فإن غبي عليكم فأكملوا عدة شعبان ثلاثين». والمعنى: أن وقت صوم رمضان: محدد برؤية هلال الشهر، عند غروب شمس ليلة الثلاثين من شهر شعبان، فإذا حصلت رؤية الهلال حينها؛ دخل شهر رمضان، وتلك الليلة هي بداية زمن شهر رمضان، فيلزم صيام نهار هذه الليلة، وإذا لم يشاهد الهلال حينها؛ لزم إتمام شهر شعبان ثلاثين يوماً، ويكون الشهر عندئذ تاماً، فالشهر الهلالي إما أن يتم عدده ثلاثون يوماً، أو ينقص يوما، فيكون عدده تسعة وعشرون يوماً، وفي الحديث: «عن ابن عمر رضي الله عنهما عن النبي ﷺ أنه قال: «إنا أمة أمية لا نكتب ولا نحسب الشهر هكذا وهكذا». يعني: مرة تسعة وعشرين ومرة ثلاثين».

## وجوب صوم شهر رمضان
اتفق المسلمون على وجوب صوم شهر رمضان بدخول الشهر، ويكون وجوب صومه بأحد أمرين: إما برؤية هلال الشهر، وإما باستكمال عدد أيام شهر شعبان ثلاثين يوما عند تعذر رؤية هلال شهر رمضان، وهذه قاعدة شرعية لدخول شهر رمضان الموجب لصومه، الحسابات الفلكية لا تعد في الشرع مرجعا لإثبات الحكم بدخول الشهر، وذلك أن الصوم عبادة، ووقت العبادة محدد بوضع الشرع، فلا يصح صوم شهر رمضان إلا بدخول وقته الذي حدده الشرع، وهو كالصلاة المفروضة، والحج لا يصح ذلك إلا في الزمن الذي حدده الشرع، والحكمة في ذلك: حصول العبادة وفق مراد الشرع حتى يتحقق معنى الامثال والإذعان لمراد الشرع، وأن تكون العبادة موافقة للشرع وهذا هو في ذاته عبادة، ومراد الشرع في ذلك أن تكون العبادة في الوقت الذي حدده الشرع من غير تجاوز لذلك، وشهر رمضان هو الزمن المحدد في الشريعة للصوم فيه، كما أن أيام الصوم فيه مقدرة بعدد أيام الشهر القمري، كما بين هذا حديث: «الشهر هكذا وهكذا..»، والمعنى: أن الشهر إما أن يكون تسعة وعشرين يوما أو ثلاثين يوما، ويدل على هذا حديث: «عن عبد الله بن عمر رضى الله تعالى عنهما أن رسول الله صلى الله عليه وسلم قال: الشهر تسع وعشرون ليلة فلا تصوموا حتى تروه، فإن غم عليكم فأكملوا العدة ثلاثين». و«عن جبلة بن سحيم قال: سمعت ابن عمر رضى الله تعالى عنهما يقول: قال النبي صلى الله عليه وسلم: «الشهر هكذا وهكذا»، وخنس الإبهام في الثالثة».
والمقصود من هذا بيان حكم شرعي هو أن مقدار أيام الصوم تسعة وعشرون أو ثلاثون يوما، فإن حصلت رؤية الهلال نقص الشهر، وإن لم تحصل تم الشهر ثلاثون يوما، ويؤخذ منه أنه لا صيام قبل دخول الشهر ولا بعد خروجه، وأنه لا يجوز في العبادة تجاوز قدرها بزيادة أو نقص، فكما أن صلاة الظهر مثلا لا تزيد عن أربع ركعات ولا تنقص عنها فكذلك مقدار صوم شهر رمضان.
وقد ثبت في الأحاديث الصحيحة النهي عن الصوم قبل دخول الشهر أو بعد خروجه، أما بعد خروجه فيدخل أول يوم من شهر شوال وهو يوم عيد الفطر فإنه يحرم صومه، وأما قبل دخول شهر رمضان فقد ثبت النهي عن ابتداء الصوم قبل دخول الشهر، ويدل على هذا حديث: «عن أبي سلمة عن أبي هريرة رضى الله تعالى عنه عن النبي صلى الله عليه وسلم قال: «لا يتقدمن أحدكم رمضان بصوم يوم أو يومين إلا أن يكون رجل كان يصوم صومه فليصم ذلك اليوم»». كما ثبت أيضا النهي عن صوم يوم الشك ويوم الغيم.

## دخول الشهر وخروجه
يدخل شهر رمضان برؤية الهلال كما يخرج برؤيته أيضا، وإذا حال دون الهلال غيم أو قتر وجب إكمال عدة الشهر ثلاثين يوما، وقد أشار الإمام مسلم في صحيحه إلى هذا حيث قال في الترجمة: «باب وجوب صوم رمضان لرؤية الهلال والفطر لرؤية الهلال، وأنه إذا غم في أوله أو آخره أكملت عدة الشهر ثلاثين يوما»، وقد روى البخاري في صحيحه: «أن ابن عمر رضى الله تعالى عنهما قال: سمعت رسول الله صلى الله عليه وسلم يقول: «إذا رأيتموه فصوموا وإذا رأيتموه فأفطروا فإن غم عليكم فاقدروا له»، وقال غيره عن الليث حدثني عقيل ويونس لهلال رمضان». والمعنى: إذا رأيتم الهلال أي: هلال شهر رمضان اللازم منه دخول الشهر فقد وجب عليكم الصوم فصوموا، وإذا رأيتموه أي: هلال شهر شوال فقد انتهى بذلك شهر رمضان، ودخل يوم عيد الفطر، فأفطروا، ويستفاد منه معنى النهي عن الصوم بعد انقضاء زمنه؛ لأن في ترك الصوم حينئذٍ موافقه للشرع، كما يؤخذ منه النهي عن الصوم قبل دخول الشهر، وهو ما يشمل النهي عن صوم يوم الشك، وقد أشار البخاري إلى هذا بقوله في الترجمة: «باب قول النبي صلى الله عليه وسلم: إذا رأيتم الهلال فصوموا، وإذا رأيتموه فأفطروا، وقال صلة عن عمار من صام يوم الشك فقد عصى أبا القاسم ﷺ». قال ابن حجر: «وذكر البخاري في الباب أحاديث تدل على نفي صوم يوم الشك رتبها ترتيبا حسنا: فصدرها بحديث عمار المصرح بعصيان من صامه، ثم بحديث ابن عمر من وجهين، أحدهما بلفظ: «فإن غم عليكم فاقدروا له»، والآخر بلفظ: «فأكملوا العدة ثلاثين»، وقصد بذلك بيان المراد من قوله: «فاقدروا له»، ثم استظهر بحديث ابن عمر أيضا «الشهر هكذا وهكذا وحبس الإبهام في الثالثة»». وثبت النهي عن الصوم قبل دخول الشهر برؤية الهلال في الحديث: «عن عبد الله بن عمر رضى الله تعالى عنهما أن رسول الله صلى الله عليه وسلم ذكر رمضان، فقال لا تصوموا حتى تروا الهلال ولا تفطروا حتى تروه فإن غم عليكم فاقدروا له».
ومعنى «فاقدروا له»: قدروا له تمام العدد ثلاثين يوما، إي: إن حال دون رؤية الهلال غيم ولم تروا الهلال فانظروا في أول يوم من الشهر واحسبوا ثلاثين يوما، ثم صوموا شهر رمضان لتمام شهر شعبان ثلاثين يوما، وأفطروا لتمام شهر رمضان كذلك إن لم تروا هلال شوال، وهذا هو قول جمهور العلماء سلفا وخلفا في تأويل معنى: «فاقدروا له» ورجحه شراح الحديث وذكروا فيه ثلاثة أقول الأول: قيل معناه: ضيقوا له وقدروه تحت السحاب، وهو قول عن أحمد بن حنبل وغيره ممن يجيز صوم يوم ليلة الغيم عن رمضان، والثاني: قيل معناه قدروه بحساب المنازل، وبه قال ابن سريج ومطرف بن عبد الله وآخرون، والثالث: ما ذهب إليه مالك والشافعي وأبو حنيفة وجمهور السلف والخلف أن معناه: قدروا له تمام العدد ثلاثين يوما، بمعنى: إذا لم تروا هلال الشهر فأكملوا العدة، وانظروا في أول الشهر واحسبوا تمام الثلاثين، ويدل على ترجح تأويل «فاقدروا له» بهذا المعنى بقية الروايات الأخرى المصرحة بالمراد ومنها رواية البخاري بلفظ: «فأكملوا العدة ثلاثين»، وفي رواية بلفظ: «فأكملوا عدة شعبان ثلاثين» وهذا أصرح ما ورد في ذلك، وأولى ما فسر الحديث بالحديث،
ورواية البخاري: عن محمد بن زياد قال: «سمعت أبا هريرة رضى الله تعالى عنه يقول: قال النبي صلى الله عليه وسلم أو قال: قال أبو القاسم صلى الله عليه وسلم: «صوموا لرؤيته وأفطروا لرؤيته فإن غبي عليكم فأكملوا عدة شعبان ثلاثين»».
قال النووي: قال أهل اللغة يقال قدرت الشيء أقدره وأقدره وقدرته وأقدرته بمعنى واحد وهو من التقدير قال الخطابى ومنه قول الله تعالى فقدرنا فنعم القادرون واحتج الجمهور بالروايات المذكورة فأكملوا العدة ثلاثين وهو تفسير لاقدروا له ولهذا لم يجتمعا في رواية بل تارة يذكر هذا وتارة يذكر هذا ويؤكده الرواية السابقة فاقدروا له ثلاثين قال المازرى حمل جمهور الفقهاء قوله صلى الله عليه وسلم فاقدروا له على أن المراد إكمال العدة ثلاثين كما فسره في حديث آخر قالوا ولا يجوز أن يكون المراد حساب المنجمين؛ لأن الناس لو كلفوا به ضاق عليهم لأنه لا يعرفه إلا أفراد، والشرع إنما يعرف الناس بما يعرفه جماهيرهم والله أعلم».

==== وجوب صوم رمضان لرؤية الهلال والفطر لرؤية الهلال
(وأنه إذا غم في أوله أو آخره أكملت عدة الشهر ثلاثين يوما ====

## قاعدة ثبوت شهر رمضان
يثبت شهر رمضان بأمرين أحدهم: رؤية هلال شهر رمضان في ليلة الثلاثين من شهر شعبان، والثاني إكمال شعبان ثلاثين يوما، وذلك إذا لم ير الهلال لغيم أو نحوه. وهذا الحكم في شهر رمضان، وغيره من شهور السنة القمرية.
«عن ابن عباس: جاء أعرابي إلى النبي صلى الله عليه وسلم فقال: رأيت الهلال فقال: أتشهد أن لا إله إلا الله وأن محمدا عبده ورسوله؟ قال: نعم، قال: يا بلال أذن في الناس فليصوموه غدا».
و«عن ابن عمر قال: تراءى الناس الهلال، فأخبرت رسول الله صلى الله عليه وسلم أني رأيته، فصام وأمر الناس بصيامه».

### المريض والمسافر
قال تعالى: وَمَن كَانَ مَرِيضًا أَوْ عَلَىٰ سَفَرٍ فَعِدَّةٌ مِّنْ أَيَّامٍ أُخَرَ ۗ، تأكيد لبقاء حكم الرخصة للمريض وللمسافر. قال البغوي: أباح الفطر لعذر المرض والسفر وأعاد هذا الكلام ليعلم أن هذا الحكم ثابت في الناسخ ثبوته في المنسوخ.
قال تعالى: يُرِيدُ اللَّهُ بِكُمُ الْيُسْرَ وَلَا يُرِيدُ بِكُمُ الْعُسْرَ أي: أن الله تعالى لم يجعل على عباده مشقة فيما كلفهم به، فالمريض والمسافر: يفطران ويقضيان في أيام أخرى، ومن لا يطيق الصوم لكبر سن، أو لمرض مزمن: يفطر وعليه كفارة: إطعام مسكين عن كل يوم. وفي الحديث: «إن الله يحب أن تؤتى رخصه، كما يحب أن تؤتى عزائمه».

## إكمال العدة
أمر الله المسلمين بإتمام عدة صيام أيام شهر رمضان فقال تعالى: وَلِتُكْمِلُوا الْعِدَّةَ وَلِتُكَبِّرُوا اللَّهَ عَلَىٰ مَا هَدَاكُمْ وَلَعَلَّكُمْ تَشْكُرُونَ. (185) ومعنى قوله تعالى: وَلِتُكْمِلُوا الْعِدَّةَ أي: لتتموا عدة صيام عدد الأيام المفروض عليكم صومها، فيشمل الأداء والقضاء، فأما الأداء؛ فهو صيام أيام شهر رمضان، إما تسعة وعشرين يوماً عند رؤية هلال شوال، أو إكمال عدة شهر رمضان ثلاثين يوماً، عند عدم رؤية الهلال. أو بمعنى: لتكملوا العدة بقضاء ما فاتكم من شهر رمضان، بسبب المرض أو السفر. أي: لتكملوا عدة أيام الشهر بقضاء ما أفطرتم في مرضكم وسفركم وقال عطاء: «ولتكملوا العدة» أي عدد أيام الشهر.
قال أبو جعفر: «يعني تعالى ذكره بقوله: "ولتكملوا العدة": عدة ما أفطرتم، من أيام أخر، أوجبت عليكم قضاء عدة من أيام أخر بعد برئكم من مرضكم، أو إقامتكم من سفركم».
والأمر بإكمال العدة بمعنى: استكمال عدد أيام الشهر، سواء بالأدء في الوقت، أو بالقضاء لما فات، فكلاهما مطلوب شرعا. ويؤخذ من هذا الأمر بامتثال حكم الشرع، وفق ما هو مأمور به، وذلك باستكمال العدد المحدد شرعا للصيام، في الوقت المخصوص بالصيام فيه من غير تجاوز لما حدده الشرع، بالزياد أو النقص. وفي الحديث: «عن ابن عمر أن رسول الله صلى الله عليه وسلم قال: "الشهر تسع وعشرون، فلا تصوموا حتى تروا الهلال، ولا تفطروا حتى تروه فإن غم عليكم فأكملوا العدة ثلاثين"». وقد ورد النهي عن صوم العيد؛ لأنه بعد آخر يوم من شهر رمضان، والنهي عن صوم يوم الشك، والنهي عن صوم يوم أو يومين، من آخر شهر شعبان، قبل دخول شهر رمضان؛ للحديث: «عن أبي هريرة رضي الله عنه قال قال رسول الله صلى الله عليه وسلم: "لا تقدموا الشهر بصوم يوم ولا يومين إلا أن يوافق ذلك صوما كان يصومه أحدكم، صوموا لرؤيته وأفطروا لرؤيته، فإن غم عليكم فعدوا ثلاثين ثم أفطروا"».

### التكبير
قال تعالى: وَلِتُكَبِّرُوا اللَّهَ عَلَىٰ مَا هَدَاكُمْ، أي: ولتعظموا الله «على ما هداكم» أرشدكم إلى ما رضي به من صوم شهر رمضان وخصكم به دون سائر أهل الملل. وقال أبو جعفر: يعني تعالى ذكره: ولتعظموا الله بالذكر له بما أنعم عليكم به، من الهداية التي خذل عنها غيركم من أهل الملل الذين كتب عليهم من صوم شهر رمضان مثل الذي كتب عليكم فيه، فضلوا عنه بإضلال الله إياهم، وخصكم بكرامته فهداكم له، ووفقكم لأداء ما كتب الله عليكم من صومه، وتشكروه على ذلك بالعبادة له.
والذكر الذي حضهم الله على تعظيمه به هو: التكبير يوم الفطر.
قال ابن عباس: هو تكبيرات ليلة الفطر. وروي عن الشافعي وعن ابن المسيب وعروة وأبي سلمة أنهم كانوا يكبرون ليلة الفطر يجهرون بالتكبير وشبه ليلة النحر بها إلا من كان حاجا فذكره التلبية.
عن داود بن قيس قال: سمعت زيد بن أسلم يقول: «ولتكبروا الله على ما هداكم»، قال: إذا رأى الهلال، فالتكبير من حين يرى الهلال حتى ينصرف الإمام، في الطريق والمسجد، إلا أنه إذا حضر الإمام كف فلا يكبر إلا بتكبيره.
عن ابن المبارك قال: سمعت سفيان يقول: «ولتكبروا الله على ما هداكم»، قال: بلغنا أنه التكبير يوم الفطر.
قال ابن زيد: كان ابن عباس يقول: حق على المسلمين إذا نظروا إلى هلال شوال أن يكبروا الله حتى يفرغوا من عيدهم؛ لأن الله تعالى ذكره يقول: «ولتكملوا العدة ولتكبروا الله على ما هداكم». قال ابن زيد: ينبغي لهم إذا غدوا إلى المصلى كبروا، فإذا جلسوا كبروا، فإذا جاء الإمام صمتوا، فإذا كبر الإمام كبروا، ولا يكبرون إذا جاء الإمام إلا بتكبيره، حتى إذا فرغ وانقضت الصلاة فقد انقضى العيد. قال يونس: قال ابن وهب: قال عبد الرحمن بن زيد: والجماعة عندنا على أن يغدوا بالتكبير إلى المصلى.
قال تعالى: وَلَعَلَّكُمْ تَشْكُرُونَ (185)، أي: «ولعلكم تشكرون» الله على نعمه، التي أنعم بها عليكم، بهدايته وتوفيقه لكم لفعل الخيرات.

## آيات الصوم
قال تعالى: يَا أَيُّهَا الَّذِينَ آمَنُوا كُتِبَ عَلَيْكُمُ الصِّيَامُ كَمَا كُتِبَ عَلَى الَّذِينَ مِن قَبْلِكُمْ لَعَلَّكُمْ تَتَّقُونَ. (183) أَيَّامًا مَّعْدُودَاتٍ ۚ فَمَن كَانَ مِنكُم مَّرِيضًا أَوْ عَلَىٰ سَفَرٍ فَعِدَّةٌ مِّنْ أَيَّامٍ أُخَرَ ۚ وَعَلَى الَّذِينَ يُطِيقُونَهُ فِدْيَةٌ طَعَامُ مِسْكِينٍ ۖ فَمَن تَطَوَّعَ خَيْرًا فَهُوَ خَيْرٌ لَّهُ ۚ وَأَن تَصُومُوا خَيْرٌ لَّكُمْ ۖ إِن كُنتُمْ تَعْلَمُونَ (184) شَهْرُ رَمَضَانَ الَّذِي أُنزِلَ فِيهِ الْقُرْآنُ هُدًى لِّلنَّاسِ وَبَيِّنَاتٍ مِّنَ الْهُدَىٰ وَالْفُرْقَانِ ۚ فَمَن شَهِدَ مِنكُمُ الشَّهْرَ فَلْيَصُمْهُ ۖ وَمَن كَانَ مَرِيضًا أَوْ عَلَىٰ سَفَرٍ فَعِدَّةٌ مِّنْ أَيَّامٍ أُخَرَ ۗ يُرِيدُ اللَّهُ بِكُمُ الْيُسْرَ وَلَا يُرِيدُ بِكُمُ الْعُسْرَ وَلِتُكْمِلُوا الْعِدَّةَ وَلِتُكَبِّرُوا اللَّهَ عَلَىٰ مَا هَدَاكُمْ وَلَعَلَّكُمْ تَشْكُرُون.َ (185).

### ليالي رمضان

#### قيام رمضان
إن قيام ليالي شهر رمضان من العبادات العظيمةِ التي سنّها رسول الله - صلى الله عليه وسلم- وحثّ عليها، لما لها من الأجر العظيم والكبير، والفضل العظيم من الله سبحانه وتعالى. إن التميز في القيام في رمضان ، باجتماع أجر القيام مع أجر الصيام في قلب المسلم والذي يكون منه راحة وسعادة وطمأنينة. فالصحابة رضوان الله عليهم حرصوا عليه، وتمسّكوا به، فهو أفضل الصلاة بعد الفرائض، والله عزّ وجلّ يستبشر بعباده الذين يُؤدّون هذه العبادة الجليلة، ويَمُنّ عليهم بمحبّته، ورضوانه، كما ويُعَدّ القيام جهاداً في ساعات الليل الهادئة، فقد قال ابن رجب: اعلم أنّ المؤمن يجتمع له في شهر رمضان جهادان لنفسه: جهاد بالنهار على الصيام، وجهاد بالليل على القيام، فمن جمع بين هذين الجهادين، ووفّى بحقوقهما، وصبر عليهما، وفّى أجره بغير حساب. ولا يوجد عدد من محدد من الركعات للقيام. فأول القيام صلاة التراويح التي يكون عدد الركعات فيها من 8 إلى 20 وما يزيد كل شخص.

#### العشر الأواخر
العشر الأواخر من شهر رمضان المبارك هي أفضل عشر ليال للعبادة والعمل الصالح، تبدأ من ليلة 21 رمضان حتى ليلة 30 رمضان إذا كان الشهر كاملا، أو ليلة التاسع والعشرين عند نقصان الشهر، وفي العشر الأواخر يتحرى المسلمون ليلة القدر بما لها من مكانة، قال الله تعالى: ﴿لَيْلَةُ الْقَدْرِ خَيْرٌ مِنْ أَلْفِ شَهْرٍ﴾.